# Yevguenia Isakova
Yevguenia Isakova (Rusia, 27 de noviembre de 1978) es una atleta rusa especializada en la prueba de 400 m vallas, en la que ha logrado ser campeona europea en 2006.

## Carrera deportiva
En el Campeonato Europeo de Atletismo de 2006 ganó la medalla de oro en los 400 m vallas, con un tiempo de 53.93 segundos, llegando a meta por delante de la griega Fani Chalkia y la ucraniana Tetyana Tereshchuk-Antipova (bronce con 54.55 segundos).